# Обыкновенный белозвёздный дрозд
Обыкновенный белозвёздный дрозд (лат. Pogonocichla stellata) — африканский вид воробьиных птиц из семейства мухоловковых (Muscicapidae), выделяемый в монотипический род Pogonocichla. Птицы обитают на плантациях, сельских садах, субтропических и тропических низменных и горных влажных лесах, а также (низменных) влажных и засушливых кустарниковых местностях. 

## Описание
Длина тела — 15—16 см и масса от 18 до 25 г, самки немного меньше самцов. Голова серого цвета с белым пятном перед каждым глазом. Верхняя часть тела и часть крыльев — зелёные (тёмно-зелёные на спине, оливково-зелёные на крыльях), остальные крылья — голубовато-серые, а хвост — чёрный с жёлтыми боковыми полосами. Грудь и живот — ярко-жёлтые, ноги — розоватые. Оперение у обоих полов схожее. Клюв широкий и чёрный. Молодые птицы сверху черновато-коричневые с золотистыми пятнами, а снизу — жёлто-коричневые.

## Подвиды
Выделяют 12 подвидов:
- Pogonocichla stellata stellata (Vieillot, 1818) — восток и юг Южной Африки
- Pogonocichla stellata transvaalensis (Roberts, 1912) — север Южной Африки. Включает Pogonocichla stellata chirindensis (Roberts, 1914) — восток Зимбабве и Pogonocichla stellata hygrica Clancey, 1969 — запад Мозамбика
- Pogonocichla stellata orientalis (G.A. Fischer & Reinchenow, 1884) — запад, восток и юг Танзании, Малави и Мозамбик
- Pogonocichla stellata guttifer (Reinchenow & Neumann, 1895) — Килиманджаро (Танзания)
- Pogonocichla stellata helleri Mearns, 1913 — холмы Таита (Кения и северо-восток Танзании)
- Pogonocichla stellata macarthuri van Someren, 1939 — холмы Чулу (юго-восток Кении)
- Pogonocichla stellata intensa Sharpe, 1901 — север и центральная часть Кении и север Танзании
- Pogonocichla stellata elgonensis (Ogilvie-Grant, 1911) — гора Элгон (Кения и Уганда)
- Pogonocichla stellata ruwenzorii (Ogilvie-Grant, 1906) — северо-восток Конго, юго-запад Уганды, запад Руанды и Бурунди
- Pogonocichla stellata pallidiflava Cunningham-van Someren & Schifter, 1981 — горы Иматонг (юг Судана)